# Emil Lampe

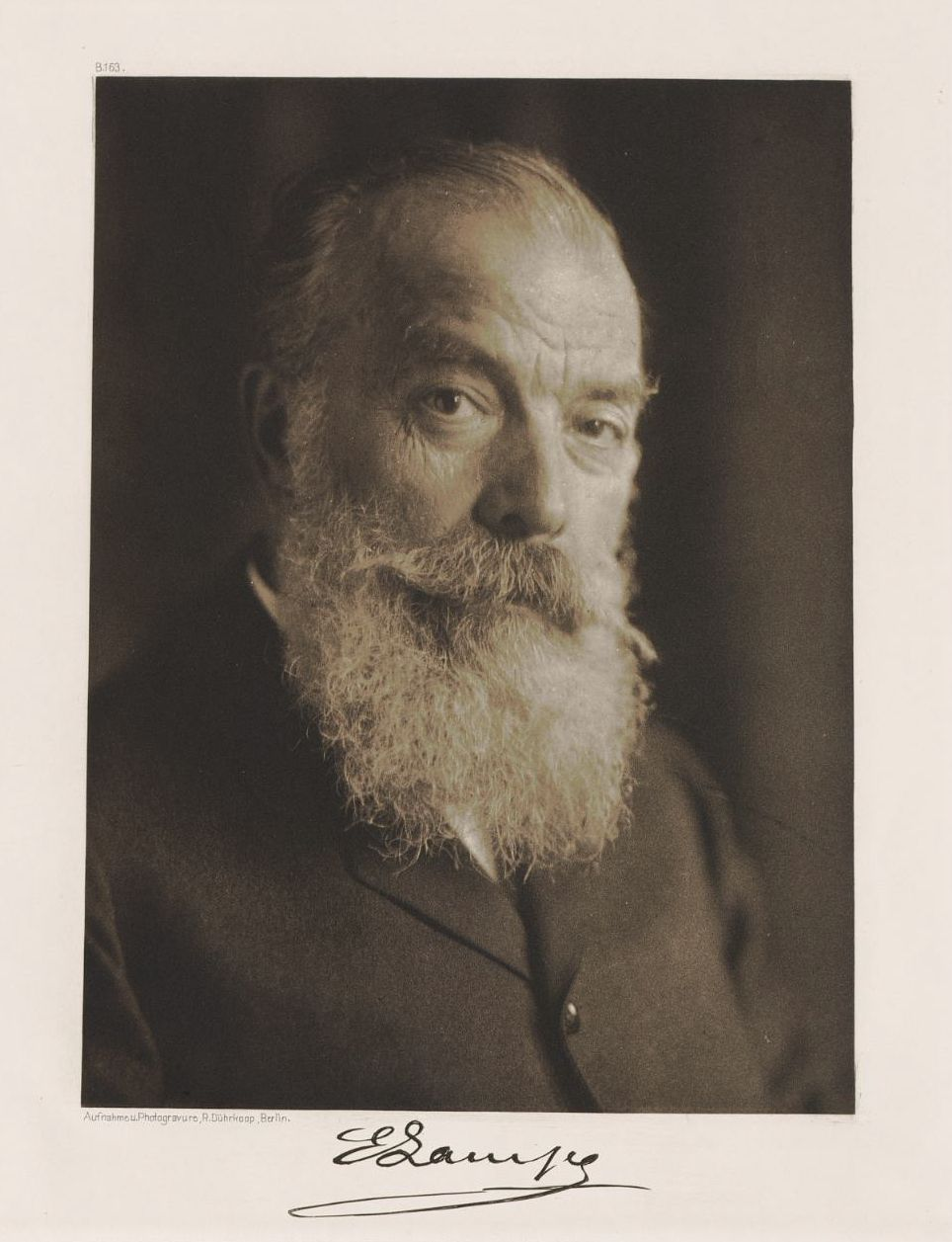
Emil Lampe, 1907, Foto von Rudolf Dührkoop

Karl Otto Emil Lampe (* 23. Dezember 1840 in Gollwitz; † 4. September 1918) war ein deutscher Mathematiker.

## Leben
Er wurde als Sohn eines Dorfschullehrers in Gollwitz (heute Stadtteil von Brandenburg an der Havel) geboren und besuchte dort die Oberrealschule, die er mit dem Reifezeugnis 1859 verließ. In Berlin studierte er von 1859 bis 1864 Mathematik und holte im ersten Studienjahr die gymnasiale Reife nach. Er war vor allem Schüler von Karl Weierstraß, Ernst Eduard Kummer und Jakob Steiner. Heinrich Gustav Magnus weckte sein Interesse an physikalischen Anwendungen der Mathematik.
Er promovierte 1864 bei Kummer und Weierstraß mit einer Arbeit der analytischen Geometrie des Raumes De superficiebus quarti ordinis quibus puneta triplicia insunt.
Er war seit Gründung ein sehr aktives Mitglied der Berliner Mathematischen Gesellschaft.
Von 1866 bis 1889 war er Oberlehrer an der Friedrich-Werdersche Gewerbeschule Berlin, von 1874 bis 1911 Lehrer an der Kriegsakademie, 1877 wurde er Professor und 1889 ordentlicher Professor als Nachfolger von Paul du Bois-Reymond an der Technischen Hochschule Charlottenburg, wo er von 1892 bis 1893 Rektor war. Er wird als hervorragender Lehrer geschildert. 1885 hat er die Redaktion des Jahrbuches über die Fortschritte der Mathematik übernommen. Im Jahr 1895 wurde er zum Mitglied der Leopoldina gewählt.
Wegen einer schweren Nierenerkrankung suchte er in der Sommerferien Erholung in Bad Pyrmont. Während der Rückfahrt nach Berlin am 4. September 1918 mit der Eisenbahn starb er infolge eines Herzinfarkts in der Nähe von Braunschweig.
Sein wissenschaftlicher Nachlass befindet sich in der Handschriftenabteilung der Staatsbibliothek zu Berlin.

## Schriften
- Zur Biographie von Jacob Steiner. In: Bibliotheca Mathematica. 3. Folge, Band 1 (1900), S. 129–141. (Digitalisat Univ. Heidelberg)
- Das Jahrbuch über die Fortschritte der Mathematik. Rückblick und Ausblick. In: Atti del [2.] Congresso Internazionale di Scienze Storiche (Roma, 1-9 Aprile 1903). Band 12 (1904), S. 97–104. (Digitale Neuausgabe. Univ. Heidelberg, 2014)